# Buclizină
Buclizina este un antihistaminic H1 și anticolinergic derivat de piperazină. Similar cu meclozina, este uitilizată ca antiemetic în răul de mișcare.